# Rumors (canción)
«Rumors» —español: «Rumores»— es una canción grabada por la actriz y cantante estadounidense Lindsay Lohan, para su álbum debut Speak. Originalmente fue titulada como "Just What It Is", siendo escrita y producida por Cory Rooney, con la ayuda adicional de Lohan, Taryll Jackson, y TJ Jackson. Fue lanzado como el primer sencillo del álbum el 17 de septiembre de 2004 por Casablanca Records. La canción Dance pop toma influencias del electropop y el ya desaparecido teen pop.
«Rumors» registró un moderado éxito comercial a nivel mundial, quedando en el top30 de Australia, Austria, Alemania y Países Bajos. En los Estados Unidos, la canción alcanzó el número seis de la Billboard Bubbling Under Hot 100 Singles, pero fue certificado oro por la Recording Industry Association of America (RIAA) por vender más de 500 000 unidades. El video musical fue dirigido por Jake Nava presentando a Lohan en un club, y jugando con los paparazzis. El video fue nominado como Mejor video pop en el año 2005 por los premios MTV Video Music Awards y alcanzó el top10 en el MTV Total Request Live.

## Composición
«Rumors» fue escrita por Lindsay Lohan, Cory Rooney, Tarryle y TJ Jackson, y es el relato autobiográfico de una estrella del pop tratando de escapar de los rumores que la persiguen alrededor del mundo. Su producción estuvo a manos de Cory Rooney, quien trabajaba con Lindsay por primera vez. Ésta tiene referencias y similitudes con la canción de Michael Jackson «Privacy» de su álbum Invincible de 2001, tal vez porque Tarryle y TJ Jackson están relacionados con Michael Jackson.
La canción fue catalogada por Rolling Stone como "Un bass-pesado, enojado himno del club".

## Recepción comercial
Tras el lanzamiento del sencillo en los Estados Unidos, se esperaba por muchos como un éxito indiscutible. Por el contrario, la canción no alcanzó a entrar a la lista Billboard Hot 100, pero si logró entrar a la lista Bubbling Under Hot 100 Singles ocupando el lugar 6. A pesar de no lograr el éxito esperado en el país, si logró ser certificado Oro por la RIAA en 2005. Debido al éxito del sencillo, el rapero Ludacris realizó un remix que no fue lanzado oficialmente como remix oficial del sencillo, pero fue un éxito en las radios Americanas.
La canción fue más exitosa fuera de los Estados Unidos. El sencillo alcanzó el Top 40 en otros países de Europa y Asia. La canción tuvo mucho más éxito en Australia, alcanzando el puesto 10 y así fue certificado Oro por la ARIA por vender más de 35 000 de copias.

## Video musical
El video musical fue dirigido por Jake Nava quien también dirigió el video musical de «My Prerogative» de Britney Spears. Su lanzamiento fue realizado en MTV el 14 de octubre de 2004. Incluye una versión editada de la canción que está a unos 12 segundos más largo que la versión del álbum, ya que cuenta con un break dance que era necesario para el vídeo. Esta versión editada oficialmente nunca fue lanzada.
El video musical tiene similitudes con el video «Irresistible» de Jessica Simpson, ya que presenta varias escenas similares, como cuando canta la primera estrofa en el ascensor, luego cuando camina por un pasillo mientras canta el coro, otras escenas son para finalizar el video al presentar una coreografía en la azotea del edificio y la llegada del helicóptero.

### Trama
El video musical para «Rumors» muestra a Lohan en un club, donde quiere pasar la noche con los amigos, pero es seguida por personas que quieren tomar fotografías de ella. Comienza con paparazzis a raíz de su aparcamiento en un garaje. Lohan se encuentra en un auto con su chófer. El Auto llega a una parada y entonces ella se dirige hacia un ascensor y canta el primer verso de la canción mientras ella es filmada por una cámara de circuito cerrado de televisión en el ascensor.
La siguiente secuencia muestra su funcionamiento a través de un pasillo, donde usa unos vestidos para la ocasión, antes de entrar en el club. Allí, baila en la multitud, donde se toma una foto de uno de los paparazzi a sí misma para volver a él. En la siguiente secuencia ella camina lentamente a través del club donde se encuentra el hombre que parece ser su novio. Ella toma asiento junto a su amante y comienzan a besarse y tocarse entre sí, siendo todo el tiempo constantemente filmados por las cámaras en el club. Luego Lohan canta en el segundo coro atrapada en una jaula en medio del club y toda la gente la está mirando. Después Lohan se muestra bailando en el club con sus amigos.
Al final del video musical Lohan y sus amigos entran en la cima de una gran altura y una rutina de baile, mientras que los helicópteros realizan un círculo alrededor de ellos. Por último Lohan sube en un helicóptero y se escapa. Al fin y al cabo ella lanza su cámara desde el Helicóptero con todas las fotos tomadas por ella misma.

### Recepción
El video musical de "Rumors" recibió críticas muy positivas de los críticos y espectadores que finalmente llevaron al video a llegar a la cima de la cuenta atrás de Total Request Live en la semana del 27 de octubre de 2004 y fue nominado en la categoría Best Pop Video durante los MTV Video Music Awards de 2005.

## Presentaciones en vivo
Lohan realizó "Rumors" en Good Morning America en diciembre de 2004. Según un reporte del personal de MTV News, "Lohan se perdió la señal de la boca, obligando a las cámaras a cortar cuando su boca permaneció cerrada mientras se escuchaba cantar, gracias a un respaldo pista." Un representante de Lohan, sin embargo, reveló que la cantante en realidad cantó en vivo, y señaló que Lohan solo utiliza una pista de fondo "para ayudar a hacer que la canción suena como lo hace en su álbum".

## Formatos y lista de canciones
| Sencillo en CD |                             |          |  |
| N.º            | Título                      | Duración |  |
| 1.             | «Rumors»                    | 03:16    |  |
| 3.             | «Rumors» (Full Phatt Remix) | 03:25    |  |

| Descarga digital - Digital EP |                               |          |  |
| N.º                           | Título                        | Duración |  |
| 1.                            | «Rumors»                      | 03:16    |  |
| 2.                            | «Rumors» (Full Phatt Remix)   | 03:25    |  |
| 3.                            | «Rumors» (Full Phat Club Mix) | 03:50    |  |

## Posicionamientos
| Chart (2005)                                | Mejor posición |
| ------------------------------------------- | -------------- |
| Australia (ARIA)                            | 10             |
| Austria (Ö3 Austria Top 75)                 | 23             |
| Bélgica (Flandes) (Ultratip Bubbling Under) | 4              |
| Bélgica (Valonia) (Ultratip Bubbling Under) | 8              |
| China (China Top 20)                        | 2              |
| Europa (European Hot 100)                   | 51             |
| Alemania (Media Control Charts)             | 14             |
| Países Bajos (Dutch Top 40)                 | 45             |
| Países Bajos (Mega Single Top 100)          | 31             |
| Suecia (Sverigetopplistan)                  | 34             |
| Suiza (Swiss Hitparade)                     | 30             |
| Taiwán (Taiwán Top 10)                      | 2              |
| Ucrania (Tophit)                            | 4              |
| Estados Unidos (Bubbling Under Hot 100)     | 6              |
| Top 40 Mainstream (Billboard)               | 23             |

## Certificaciones
| País                  | Certificación | Ventas certificadas |
| --------------------- | ------------- | ------------------- |
| Estados Unidos (RIAA) | Oro           | 500 000             |
| Australia (ARIA)      | Oro           | 35 000              |